# Estrilda capnegra
L'estrilda capnegra (Nesocharis shelleyi) és una espècie d'ocell estríldid trobats a Àfrica. El seu hàbitat s'estima a una zona de 55.000 km² a Camerun, Guinea Equatorial i Nigèria.
Té una distribució molt gran i, per tant, la Llista Vermella de la UICN la classifica com a risc mínim.